# 国際農業ジャーナリスト連盟
国際農業ジャーナリスト連盟（こくさいのうぎょうジャーナリストれんめい、The International Federation of Agricultural Journalists (IFAJ)）とは、農業をおもな対象として取材する新聞・雑誌記者、写真家、放送記者などジャーナリストやデザイナーのほか、農業、園芸、林業、水産、畜産、食品などの産業に従事する広報担当者、学者などで構成される国際団体。

## 解説
1956年に設立され、50カ国以上の農業ジャーナリスト団体で構成される。IFAJ Global Officeが実務を担当している。毎年加盟国が持ち回りで世界大会が開かれている。日本から農政ジャーナリストの会が1988年にアジア初の正会員として加盟し、2007年には日本でアジア初となる世界大会が開かれた。
2020-2022年のIFAJ会長はLena Johansson（スウェーデン）、事務局長はAdalberto Rossi（アルゼンチン）。
本部（グローバルオフィス）はカナダのケベック州に置かれている。

## 日本国内における正会員
- 農政ジャーナリストの会